# 구상 (교수)
구상 (具常, 1966년 6월 26일 ~ )은 대한민국의 자동차 디자인 교수이다. 기아자동차 미국 디자인 연구소에서 근무하였고 1997년부터 대구가톨릭대학교 공과대학 자동차 디자인주임교수로 초빙되어 근무하기 시작했으며, 2002년부터 2013년까지 국립한밭대학교 산업디자인학부 교수로 재직 하였다. 2014년부터 2018년까지 국민대학교 자동차운송디자인 학과에서 교수로 재직하였다.  2004년에 서울대학교 미술대학 박사과정에 입학하였으며, 2007년에 자동차 디자인아이덴티티에 대한 논문으로 서울대학교 공업디자인에서 1호 박사학위 수여자가 되었다.
인터넷 자동차 매체 글로벌오토뉴스에 '구상교수의 자동차 디자인 담론'을 격주로 기고하고 있으며, 월간 오토카에도 '구상교수의 자동차 디자인 비평'을 기고하고 있다. 2009년에는 국내 최초로 자동차 디자인을 소재로 한 소설 '꿈꾸는 프로메테우스'를 출간했다.
자동차 및 디자인 관련 저서는 자동차 디자인 핸드북(1992), 자동차 디자인북(1994), 자동차 디자인 100년(1998), 자동차 이야기(1999), 운송수단 디자인(2000), 디자인 인간공학개론(2003), 디지털시대의 스케치와 렌더링(2005), 휴먼이터페이스 디자인 개론(2008), 자동차 디자인아이덴티티의 비밀(2009), 스케치&렌더링 스튜디오(2010) 등이 있다.